# The Hour of Reckoning
The Hour of Reckoning est un film muet américain réalisé par Thomas H. Ince et sorti en 1914.

## Fiche technique
- Réalisation : Thomas H. Ince
- Scénario : C. Gardner Sullivan
- Date de sortie : États-Unis : 17 juin 1914

## Distribution
- Clara Williams : Vivian Burr
- Walter Edwards : John Burr
- Arthur L. Jarrett : Herbert Rawson